# Eero Hyvärinen
Eero Juho Hyvärinen (født 27. april 1890 i Kontiolahti, død 27. maj 1973 i Lahti) var en finsk gymnast, som deltog i OL 1912 i Stockholm.
Eero Hyvärinen var sammen med sin bror Mikko Hyvärinen en del af det finske hold, der stillede op i frit system ved OL 1912. Holdet bestod af tyve gymnaster, og i en tæt konkurrence vandt Norge med 22,85 point, mens Hyvärinen og Finland blev nummer to med 21,85 og Danmark nummer tre med 21,25 point.